# Andreas Begert

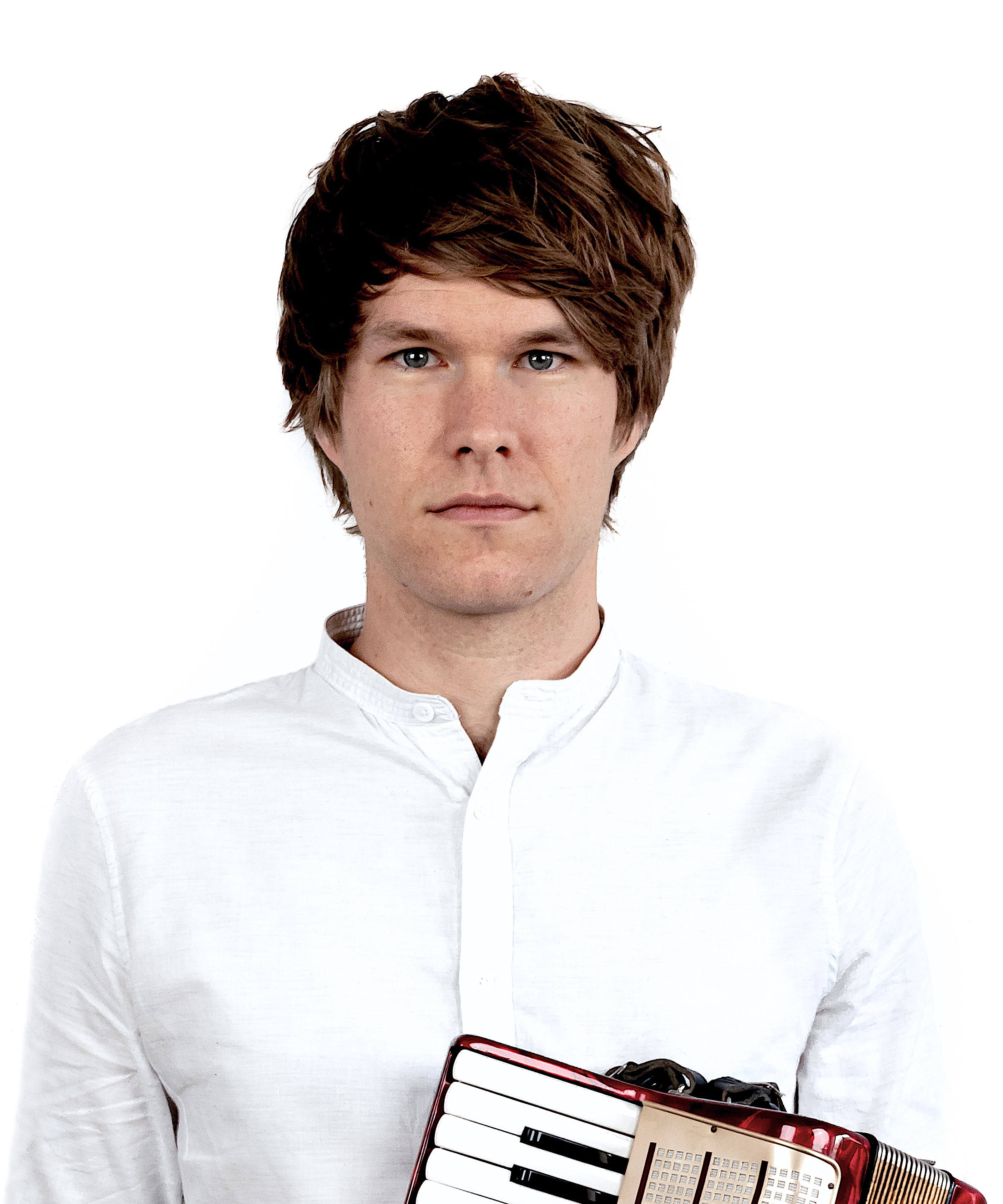
Andreas Begert (2017)

Andreas Begert (geb. Bauer; * 1990 in Erding) ist ein deutscher Komponist und Songwriter.

## Leben und Wirken
Andreas Begert ist der Sohn des Kontrabassisten Stephan Bauer und der Musiklehrerin Irmgard Bauer, geb. Maier. Er ist der Bruder des Dirigenten und Musikers Markus Bauer, der Neffe des Multiperkussionisten Rudi Bauer sowie des Kabarettisten Martin Bauer.  Andreas Begert ist verheiratet und lebt in Dorfen.
Nach dem Besuch des musischen Korbinian-Aigner-Gymnasium Erding folgte ab 2009 ein Musikstudium für das Lehramt an Gymnasien mit Hauptfach Jazzklavier und Nebenfach Violoncello an der Musikhochschule München, das er 2015 mit dem ersten Staatsexamen abschloss. Seine Lehrer waren unter anderem Tilman Jäger, Victor Alcántara, Bernd Redmann und Peter Wittrich. Unterricht in Dirigieren erhielt er bei Gerd Guglhör, Martin Steidler und Christoph Adt.
Von 2005 bis 2012 spielte Begert als Cellist in einem Jugend-Kammerorchester in Erding. 2009 gründete er zusammen mit seinem Bruder  das Jazzduo Brothers in Jazz, mit dem er zwei Alben unter dem Label Plattenmoped veröffentlichte. 2010 initiierte er zusammen mit dem Bassisten Felix Renner und dem Schlagzeuger Josef Hudler das Jazztrio Andi Begert Trio und veröffentlichte ein Album beim Label Paschen Records. Ab 2010 wirkte Begert als Songwriter, Produzent, Pianist, Sänger und Bassist in verschiedenen Bands aus Bayern, zum Beispiel bei Voglwuid, Mundhaarmonika und Einshoch6.  2016 war er Pianist bei den Münchner Kammerspielen und 2017 musikalischer Leiter der Gärtnerplatz-Jugend am Staatstheater am Gärtnerplatz. Von 2016 bis 2022 war er musikalischer Leiter der Liedertafel Dorfen.
Bereits während des Studiums entstanden erste Kompositionen. 2018 begann er mit größeren eigenen Kompositionen und gab Konzerte im Gasteig München, Theater im Fraunhofer und der Redoute Passau. Das von ihm komponierte Requiem wurde 2019 im Gasteig mit dem Barockorchester Concerto München und dem Heinrich-Schütz-Ensemble Vornbach aufgeführt. In seinen Crossover-Musik-Projekten für Orchester und Chor verbindet er mehrere Musikstile (Volksmusik/Klassik/Popmusik). 2021 begann seine Zusammenarbeit mit dem Filmproduzenten Holger Gutt, für dessen Kinofilm Sehnsucht nach einer unbekannten Heimat  Begert die Filmmusik komponierte.
2022 wurde sein Bayerisches Oratorium unter musikalischer Leitung seines Bruders Markus Bauer von den Münchner Symphonikern und dem Heinrich-Schütz-Ensemble Vornbach im Herkulessaal der Residenz München uraufgeführt. In diesem Werk verbindet Begert Bayerische Volksmusik mit klassischer Musik.

### Lehrtätigkeit
Begert war von 2015 bis 2022 Lehrbeauftragter für Schulpraktisches Klavierspiel am Institut für Schulmusik der Hochschule für Musik und Theater München und unterrichtete zudem von 2019 bis 2020 als Lehrer für Klavier an der Kreismusikschule Erding.

## Kompositionen (Auswahl)

### Orchesterwerke
- Requiem für Orchester, Chor und Soli (2019). Textvorlage aus Requiem in C-Moll von Michael Haydn[16]
- Bayerisches Oratorium für Orchester, Chor und Soli (2021). Textvorlage aus dem Osteroratorium von Johann Sebastian Bach[21]
- Bayerische Symphonie für Symphonie-Orchester und Schlagwerk Solo (2024)[22]
- Vergessene Liebe für Kammerorchester
- AFG für Schul-Symphonie-Orchester[23]
- Traumanfänger für Kammerorchester und singenden Dirigenten[24]

### Kammermusik
- Die Trennung vom Kind für Streichquartett (2017)[25]
- Messe für Marmibafon und Mezzosopran (2017)[7]
- Das Lächeln des fremden Mannes für Klavier, Cello und Gitarre (2017)[25]
- Kreuz dich Welt für Saxofon-Quartett und Drum-Set (2018)[25]
- Die Gefahr des Kellers für zwei Kontrabässe (2018)[26]
- Vom Himme hoch – eine bayerische Weihnachtskantate (2023)[27]

### Solowerke
- Zeitraffa für Maracas, Cowbell und Woodblock (2018)[25]
- Pueblo Marimbo für Marimbafon (2018)
- Klar Fünf für Konzert-Gitarre (2018)[25]

### Pop- und Jazzmusik
- Wie der Schnee schmilzt für Bigband (2015)
- Gesunken für Bigband (2015)
- Wir drehen am Rad für die Band Voglwuid (2016)[28]
- Für mi gibts nur no di für die Band Voglwuid (2016)
- Odysseus für die Crossover-Band Blaurosa (2019)[29]

### Filmmusik
- Sehnsucht nach einer unbekannten Heimat (2021)[30]
- Abgeschieden (2024)[31]

## Diskografie

### Alben
- Wüstengras (Plattenmoped; 2011)
- Schwebend (Paschen Records; 2015)
- Der Storch (Plattenmoped; 2016)
- Childhood (Plattenmoped; 2018)
- Die Trennung vom Kind (Plattenmoped; 2018)
- Mein Lied (RecordJet; 2020)
- Raptestdummy (in Zusammenarbeit mit Mundhaarmonika)
- Hooks (in Zusammenarbeit mit Mundhaarmonika)

### Singles
- Herz (2020; RecordJet)

## Auszeichnungen (Auswahl)
- Preisträger beim Bundeswettbewerb Jugend Musiziert (2006)[7]
- Finalist des Kompositions-Wettbewerb Tradition und Moderne der Hypovereinsbank und der Bayerischen Staatsoper (2019)[29]